# Уильямс, Эллисон
Э́ллисон Ха́уэлл Уи́льямс (англ. Allison Howell Williams; род. 13 апреля 1988) — американская актриса

, комедиантка и сценаристка.

## Биография
Уильямс родилась в Коннектикуте в семье телеведущего Брайана Уильямса и продюсера Джейн Гиллан Стоддард. В 2010 году она окончила Йельский университет и уже в конце года получила роль в сериале «Девчонки» Лины Данэм, премьера которого состоялась весной 2012 года. Во время учёбы в Йеле она 4 года играла в комедийном театре импровизации Just Add Water и участвовала в сериале College Musical секретного студенческого общества Святого Эльма, который выкладывался на YouTube.
Она получила хорошие отзывы от критиков за роль в «Девчонки» и в 2013 году оказалась одним из главных кандидатов на соискание премии «Эмми» за лучшую женскую роль второго плана в комедийном телесериале. В дополнение к этому она появилась в нескольких эпизодах ситкома «Проект Минди» в 2013 году.
В 2010 году Уильямс появилась в видео-мэшапе на заглавную песню сериала «Безумцы» Nature Boy, который стал очень популярен в Интернете. Он стал одним из доводов взять её на роль в Девчонках.

## Личная жизнь
В сентябре 2015 года вышла замуж за предпринимателя Рикки Ван Вина, с которым встречалась четыре года до свадьбы. В июне 2019 года она объявила об их расставании после почти четырёх лет брака.
В конце 2019 года начала встречаться с немецким актёром Александром Дреймоном, с которым познакомилась во время съёмок «Линии горизонта». В конце 2021 года у них родился сын Арло. В декабре 2022 года стало известно, что пара обручилась.

## Фильмография
| Год       | Название на русском         | Название на английском                 | Роль          | Примечания                 |
| --------- | --------------------------- | -------------------------------------- | ------------- | -------------------------- |
| 2004      | Американские мечты          | American Dreams                        | Дебора        | 2 эпизода                  |
| 2011      |                             | Will & Kate: Before Happily Ever After | Кейт Миддлтон | 4 эпизода, также сценарист |
| 2011      | Лига                        | The League                             | Даниэль       | 1 эпизод                   |
| 2013      | Проект Минди                | The Mindy Project                      | Джиллиан      | 3 эпизода                  |
| 2012—2017 | Девчонки                    | Girls                                  | Марни Майклс  | Регулярная роль            |
| 2017      | Прочь                       | Get Out                                | Роуз Эрмитедж |                            |
| 2018—2019 | Лемони Сникет: 33 несчастья | A Series of Unfortunate Events         | Кит Сникет    | 8 эпизодов                 |
| 2018      | Патрик Мелроуз              | Patrick Melrose                        | Марианна      | Мини-сериал                |
| 2019      | Совершенство                | Perfection                             | Шарлотта      |                            |
| 2020      | Линия горизонта             | Horizon Line                           | Сара          |                            |
| 2022      | М3ГАН                       | M3GAN                                  | Джемма        |                            |
| 2023      | Попутчики                   | Fellow Travelers                       | Люси Смит     |                            |
| 2025      | М3ГАН 2.0                   | M3GAN 2.0                              | Джемма        |                            |
| 2025      | Сожалею о тебе              | Regretting You                         | Морган Грант  |                            |